# Карас Оксана Михайлівна
Оксана Михайлівна Карас (нар. 19 червня 1979, Харків, Українська РСР, СРСР) — російська режисерка кіно та телебачення українського походження, сценарист і монтажер, у минулому — телеведуча, журналістка. Найбільш відома за фільмом «Хороший хлопчик», який отримав Гран-прі XXVII Відкритого російського кінофестивалю «Кінотавр».
Звинуватила пропаганду Кремля в тому, що росіяни плутають добро зі злом. В інтерв'ю Катерині Гордєєвій на початку липня 2022 року відзначила, щоб якщо б громадяни РФ вимикали телевізор, з якого їх «ґвалтують», вони були б набагато людянішими та не підтримували війну в Україні.

## Біографія та кар'єра
Оксана Михайлівна Карас народилася 19 червня 1979 року у Харкові. Її дитинство пройшло у Казахстані у місті Актау (раніше Шевченко). У 2004 році закінчила Російський університет дружби народів, юридичний факультет. Потім, до 2009 року навчалася у ВДІК (майстерня Валерія Лонського).
З 1998 року працювала на телебаченні ведучою, кореспондентом, спортивним коментатором, кінооглядачем, автором та режисером документальних фільмів (канали НТВ, «НТВ-Плюс Спорт», ВДТРК «Культура»).
У 2000 році була у складі бригад журналістів телеканалів НТВ і НТВ-Плюс, які висвітлювали літні Олімпійські ігри в австралійському Сіднеї. Була однією з постійних ведучих програми «Зоряний вівторок» на НТВ-Плюс Спорт. З 2004 по 2005 рік — одна з постійних ведучих навколоспортивного тележурналу «Спортіссімо» на тому ж каналі.
З 2007 по 2008 рік була ведучою рубрики «Худрада» у програмі «Новини культури».
У 2008 році як режисер випустила серіал «Брати-детективи», а також написала сценарій і виступила режисером короткометражки «Кастинг», яка отримала Гран-Прі Міжнародного фестивалю «Небачене кіно» в Естонії. Першу повнометражну картину («Репетиції»), написавши до неї сценарій, зняла у 2013 році. У тому ж році як режисера Оксана Карас працювала над серіалом «Зниклі безвісти» та фільмом «Принцеса Муай Тай». 2015 року стала автором сценарію комедії «Не весільну подорож».
У 2016 році вийшов «Хороший хлопчик», над яким Карас працювала як режисер, сценарист та монтажер. Фільм отримав Гран-прі XXVII Відкритого російського кінофестивалю «Кінотавр», переміг у глядацькому голосуванні, організованому порталом «КиноПоиск» у період «Кінотавра», а також здобув «Золоту туру» за III місце в конкурсі «Виборзький рахунок» в рамках XXIV Фестивалю російського кіно «Вікно до Європи». Далі Карас брала участь у роботі над короткометражною картиною «Як великі» як сценарист і режисер, а також над серіалом та однойменним фільмом «Відмінниця». У 2018 році вона випустила картину «В ангела ангіна» (за мотивами повісті Вадима Шефнера «Сестра печалі») знову з Семеном Тріскуновим у головній ролі.
У червні 2019 року відбулася прем'єра її фільму «Вище неба», знімальний процес якого проходив у 2018 році.
У жовтні 2020 року в прокат вийшов байопік «Доктор Ліза», присвячений життю Єлизавети Глінки.

## Особисте життя
Проживає у Москві . 2010 року у Карас народилася дочка Катерина, 2017 року — син Олександр, а 2019 року — другий син, Петро. Під час війни РФ в Україні її дочка прийшла до школи у футболці з написом «Ні війні», але однокласники засудили її за антивоєнний заклик та довели до сліз. Тому Оксана Карас вирішила перевести дитину на домашнє навчання.

## Вибрана фільмографія
| Рік  | Назва                       | Вклад                             |
| ---- | --------------------------- | --------------------------------- |
| 2022 | Мерзла земля                | Режисер                           |
| 2021 | Казки Пушкіна. Для дорослих | Режисер                           |
| 2021 | Чиновниця                   | Режисер                           |
| 2020 | Лікар Ліза                  | Режисер                           |
| 2018 | Вище неба                   | Режисер                           |
| 2018 | У ангела ангіна             | Режисер                           |
| 2017 | Відмінниця                  | Режисер                           |
| 2016 | Хороший хлопчик             | Режисер, автор сценарію, монтажер |
| 2015 | Не весільна подорож         | Автор сценарію                    |
| 2013 | Принцеса Муай Тай           | Режисер                           |
| 2013 | Репетиції                   | Режисер, автор сценарію           |

## Нагороди
- Гран-Прі Міжнародного фестивалю «Небачене кіно» в Естонії за картину «Кастинг» (2008)
- Гран-прі XXVII Відкритого російського кінофестивалю «Кінотавр» за фільм «Хороший хлопчик»[23]
- Приз «Золота тура» за III місце у глядацькому конкурсі «Виборзький рахунок» у рамках XXIV Фестивалю російського кіно «Вікно до Європи» за фільм «Хороший хлопчик»